# 管子怀
管子怀（1934年—），上虞丰惠人，中华人民共和国政治人物、外交官。1985年，接替袁鲁林担任中华人民共和国驻阿曼大使。1987年，由臧士雄接任，其改任中华人民共和国驻科威特大使。